# ジサイチョウ
ジサイチョウ（地犀鳥、Bucorvus abyssinicus）は、ジサイチョウ科に分類される鳥類の一種。別名アオツラジサイチョウ。アフリカ大陸の赤道以北に分布し、アフリカのサイチョウ目の中では2番目に大きく、ミナミジサイチョウの方がわずかに大きい。

## 分類
フランスの博物学者であるジョルジュ＝ルイ・ルクレール・ド・ビュフォンにより、1780年に彼の著書である『鳥類の自然史』の中で初めて記述された。エドメ・ルイ・ドーベントンの監修のもと、ビュフォンのテキストに添えられて制作された『自然史の図版（Planches Enluminées D'Histoire Naturelle）』の中で、フランソワ・ニコラ・マルティネによって彫られた手彩色の版にも描かれている。図版にもビュフォンの記述にも学名は含まれていなかったが、1783年にオランダの博物学者であるピーター・ボダートが『自然史の図版』の目録の中で Buceros abyssinicus という学名を与えた。タイプ産地はエチオピアである。1830年にはフランスの博物学者であるルネ＝プリムヴェール・レッソンによって、当時は亜属とされたジサイチョウ属 Bucorvus に分類された。属名は1758年にリンネが記載したサイチョウ属 Buceros に由来し、corvus はラテン語で「カラス」を意味する。

## 形態
羽毛は黒く、飛行中に見える初列風切羽は白い。雄成鳥は目の周りで青い皮膚がむき出しになっており、首と喉には赤い喉袋があり、喉の上部は青い。嘴は長く黒色で、基部は赤みがかる。嘴の上部には、短く端の開いた黒いトサカがある。雌はより小型で、皮膚は全体的に濃い青色である。幼鳥は暗くすすけた茶色で、嘴は小さく、トサカは未熟である。成熟は通常3年かかり、徐々に羽毛、体色、トサカが変化していく。全長は90 - 110cmである。まつげのような長い羽毛が目の周りを囲んでおり、目を怪我から守る役割がある。平均体高は約90 - 100cm、全長は約110cm、体重は約4kgである。平均全長は102cmで、ミナミジサイチョウよりも大きいが、公表されている体重と標準測定値によれば、ミナミジサイチョウの方がわずかに大きい。
深く響く「アーアー、アーアーアー」という鳴き声は遠くまで届き、通常は夜明けに止まり木か地面から発せられる。雄と雌がデュエットで鳴く。

## 分布と生息地
モーリタニア南部、セネガル、ギニアから東のエリトリア、エチオピア、ソマリア北西部、ケニア北西部、ウガンダにかけてのサブサハラアフリカ北部に分布する。
サバンナ、砂漠地帯の低木林、岩場などの開けた生息地に生息し、視覚による採餌を可能にする背の低い植生を好む。ミナミジサイチョウよりも乾燥した地域を好む。荒れた環境にも耐えるが、巣の場所として使用するには大きな木が必要である。
フロリダ州で逃亡したり、意図的に放されたりしたことがあるが、個体群が繁殖しているという証拠はなく、放鳥や逃亡が続いているために生息し続けている可能性がある。

## 生態
昼行性であり、つがいや小さな家族で開けた草原に生息する。縄張りを歩いて巡回し、飛ぶことはあまりせず、警戒したとき以外は飛び立たない。飼育下では35 - 40年生きる。野生ではカメ、トカゲ、ヘビ、鳥、クモ、甲虫、イモムシなど、さまざまな小型脊椎動物や無脊椎動物を食べる。死肉、一部の果物、種子、ナッツも食べる。ジサイチョウの群れは、5.2 - 259.0 km2 の縄張りを持つ。

### 繁殖と成長
繁殖期は生息域によって異なる。西アフリカの個体群は6月から8月にかけて、ナイジェリアとウガンダの個体群は1月に繁殖し、ケニアの個体群は11月という遅い時期に繁殖する。彼らは大きな木に巣を作ることを好み、バオバブやヤシの切り株を好み、巣は空洞に作られる。岩に穴を開けたり、蜂の巣の丸太や籠など、人工物に巣を作ることも記録されている。雌は泥と植物の混合物を使用して部分的に密閉される。他のサイチョウ類では、営巣中の雌は一度にすべての風切羽が換羽するが、ジサイチョウではそうではない。雌が巣に入る前に、雄は空洞に乾いた葉を敷き詰めて巣を整え、雌は約5日間で1つか2つの卵を産む。雌は最初の卵が産まれるとすぐに抱卵を始めるので、最初に孵った雛は兄弟よりも成長が早い。抱卵には37日から41日かかり、その間巣穴を清潔に保つ必要はなく、雄は抱卵中の雌に餌を与える。孵化した雛の体重は約70gで、最初に孵化した雛は2番目に孵った雛を犠牲にして急速に成長する。2番目に孵った雛は通常、生後4日経たないうちに餓死し、その頃には兄弟の体重は350gにもなる。生き残った雛が生後21日から33日になると、雌は巣を離れて餌の供給を手伝い始め、80日から90日後に雛は巣を離れる。ジサイチョウは子育てに労力をかけており、巣立った幼鳥は最長3年間親と一緒にいる。彼らの繁殖率は遅く、平均9年ごとに1羽の雛が成鳥に成長するので、幼鳥1羽に対する親の労力は非常に高い。

### 摂餌
ジサイチョウは日和見的な捕食者で、有蹄類の群れや森林火災を追いかけて、大型動物や炎に邪魔された小動物を捕食する。1羽のジサイチョウは1日に最大11km移動し、遭遇した動物に飛びかかって食べる。土中の節足動物を掘り出したり、蜂の巣を襲ったりする記録もある。植物質を食べることはほとんどない。強い嘴は、獲物を食べる前に捕らえる際に使われる。

### 天敵と病気
天敵はヒョウなどの大型肉食動物である。カメルーン北部やブルキナファソなど一部の国では、食料目的として人間に狩られる。巣は小型の動物に捕食されることもある。ジサイチョウはハジラミの Bucorvellus docophorus、Bucerophagus productus、Bucerophagus africanus の宿主である。線虫の Histiocephalus bucorvi や、条虫の Chapmania unilateralis、Idiogenes bucorvi、Ophryocotyloides pinguis、Paruterina daouensis の宿主でもある。野生で捕獲され、飼育されていた個体が、細菌の Aeromonas hydrophila の感染により死亡した。この細菌は魚類によく見られる病原体であるが、野生のジサイチョウではこれまで記録されていなかった。北米では、飼育下のジサイチョウがウエストナイルウイルスで死ぬことも知られている。

## 人との関わり
ジサイチョウは動物園で飼育されることが多く、狩猟者にとっては珍しい。一部の地域では、この種は文化的に重要な意味を持っており、狩猟者は野生の有蹄類の獲物を追跡するのに役立つと信じて、ジサイチョウの切断された頭と首を首に巻き付けることがある。一部の村では、その鳴き声を真似することがよくあり、ジサイチョウの雄と雌のデュエットに基づいた歌さえある。

### 脅威と保全
ジサイチョウは生息地の喪失や劣化にさらされており、同属のミナミジサイチョウと同様に狩猟の対象となっているため、個体数が急速に減少し始めたと考えられている。この減少のため、IUCNはジサイチョウを危急種に指定している。

## 画像

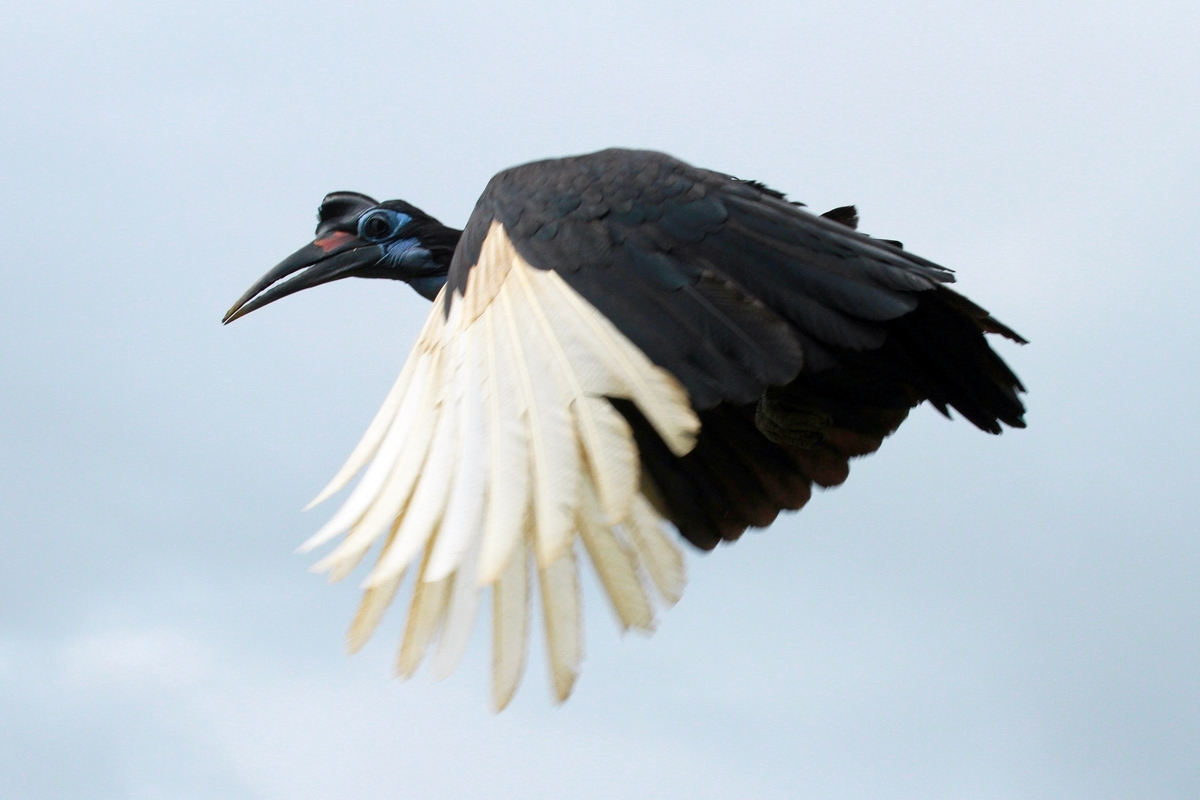
飛翔
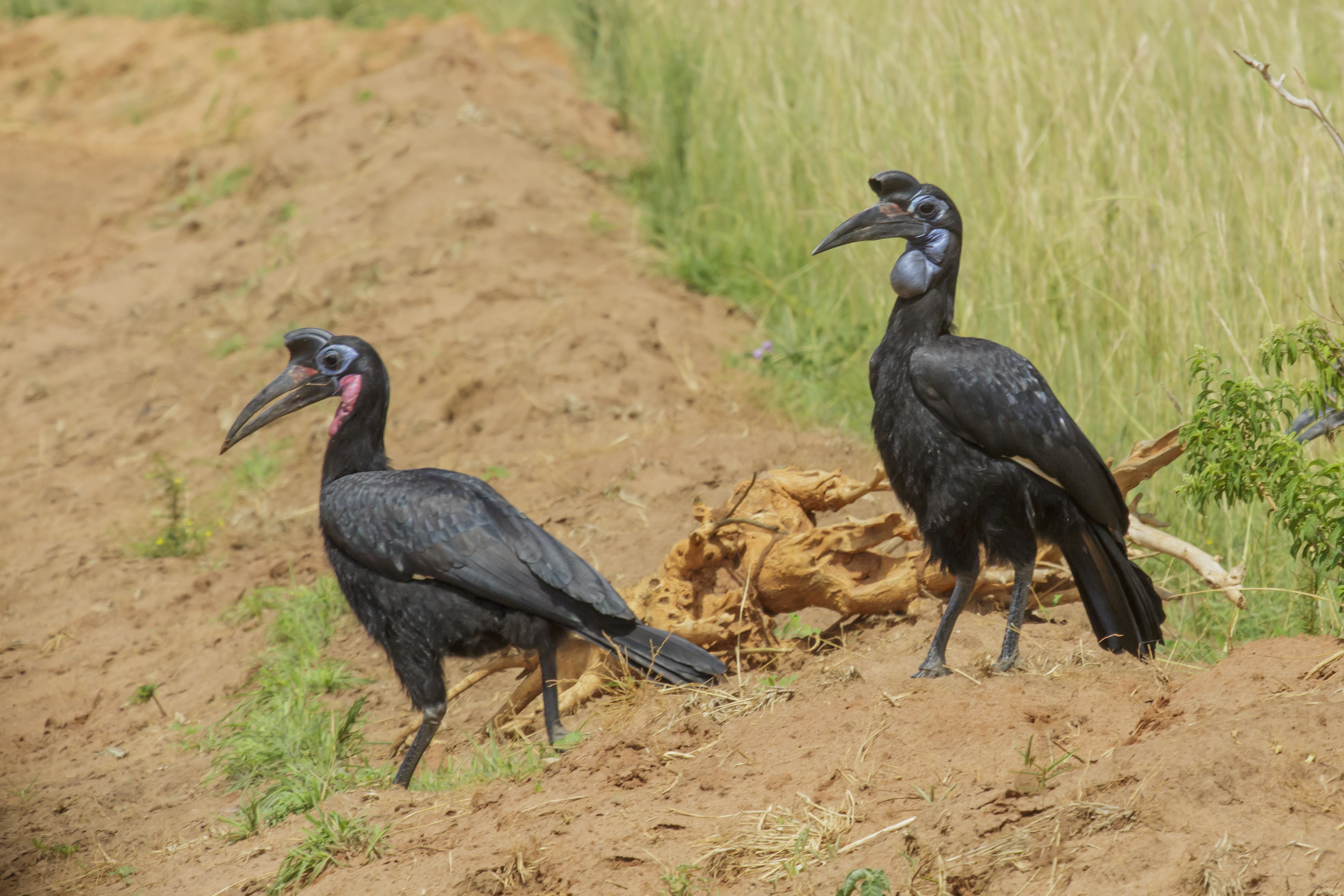
雌雄のジサイチョウ
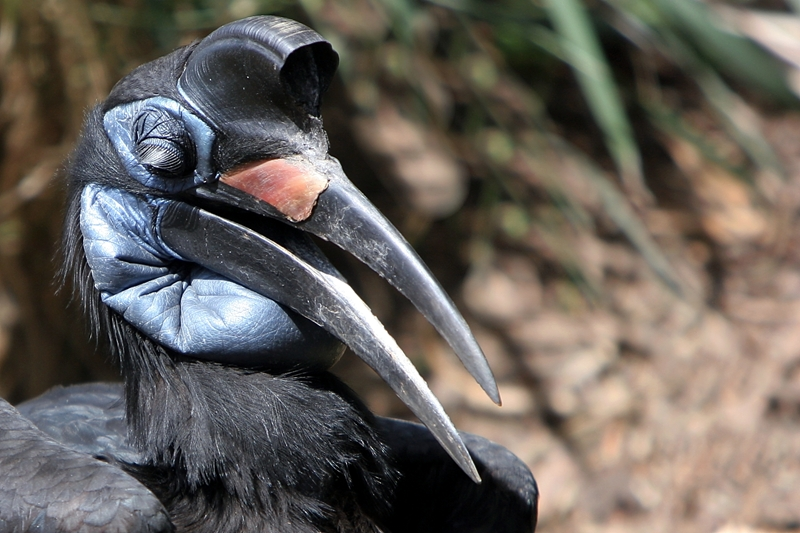
長いまつ毛が特徴
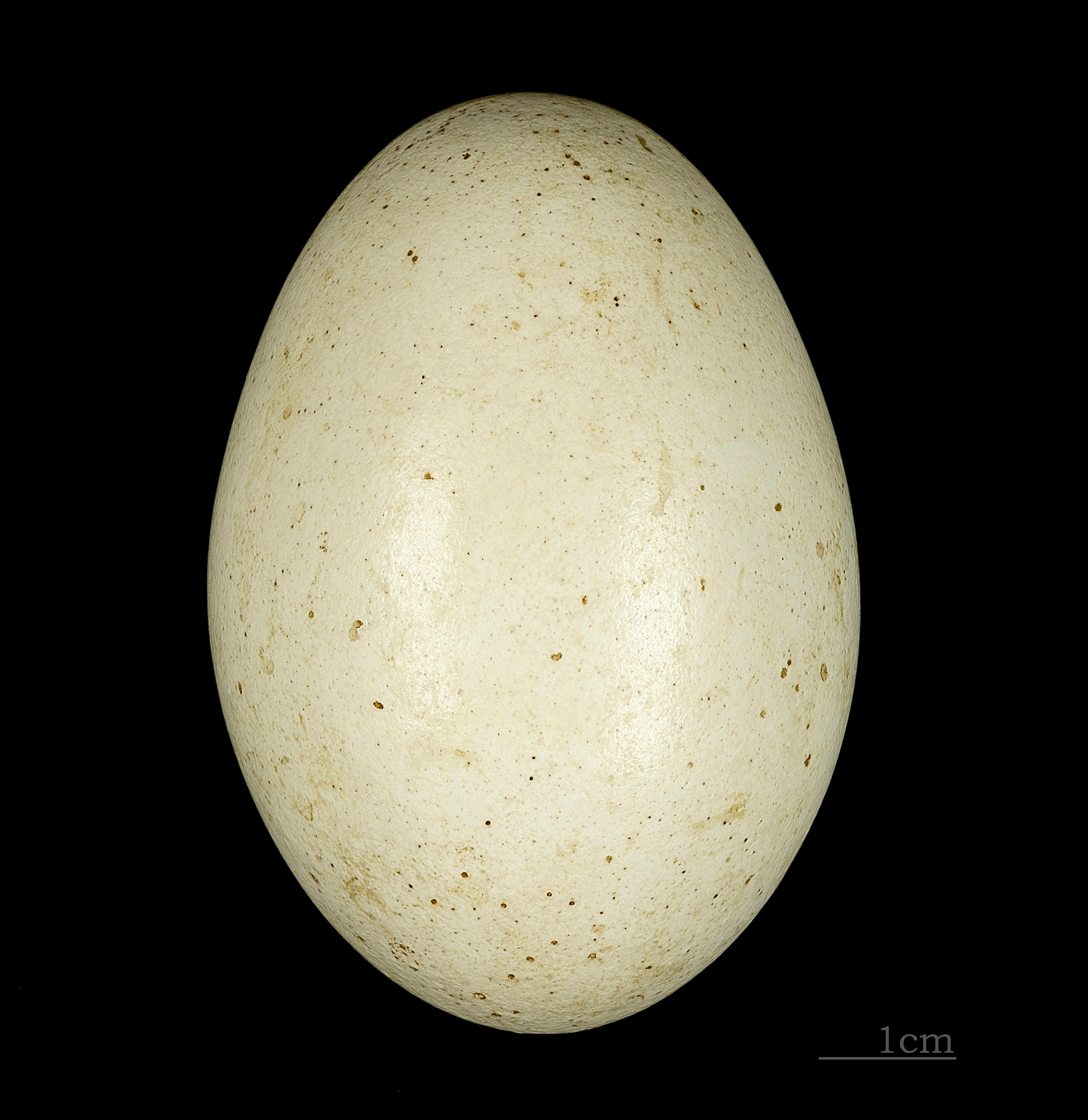
卵